# Station Bassevelde
Station Bassevelde was een spoorwegstation langs de spoorlijn spoorlijn 55A (Zelzate - Eeklo) in Bassevelde een deelgemeente van de gemeente Assenede.
Van 1910 tot 1950 konden passagiers overstappen op tramlijn 375 (Bassevelde - Gent) uitgebaat door de NMVB.
0,0: Zelzate ·
4,4: Assenede ·
8,8: Boekhoute ·
11,5: Bassevelde ·
15,4: Kaprijke ·
18,2: Lembeke ·
22,3: Eeklo